# 1237-й пушечный артиллерийский полк
1237-й армейский пушечный артиллерийский Свирский ордена Суворова полк (до мая 1943 года 1237-й армейский артиллерийский полк) — воинская часть Вооружённых сил СССР в Великой Отечественной войне.

## История
Сформирован в составе 32-й армии 16 мая 1942 года путём выделения из 471-го пушечного артиллерийского полка и 237-го артиллерийского полка как 1237-й армейский артиллерийский полк, переформирован в пушечный полк в мае 1943 года.
В действующей армии с 16 мая 1942 по 16 ноября 1944.
Находился на рубеже обороны 32-й армии на медвежьегорском и масельском направлении в Карелии. В мае 1944 года переброшен на рубеж реки Свирь, принимал участие в Свирско-Петрозаводской операции, затем переброшен обратно в Заполярье, где участвовал в Петсамо-Киркенесской операции.
В конце 1944 года выведен в резерв, 16 ноября 1944 года обращён на формирование 203-й армейской пушечной артиллерийской бригады.

## Подчинение
| Дата            | Фронт (округ)    | Армия      | Корпус | Дивизия | Примечания |
| --------------- | ---------------- | ---------- | ------ | ------- | ---------- |
| 01.06.1942 года | Карельский фронт | 32-я армия | -      | -       | -          |
| 01.07.1942 года | Карельский фронт | 32-я армия | -      | -       | -          |
| 01.08.1942 года | Карельский фронт | 32-я армия | -      | -       | -          |
| 01.09.1942 года | Карельский фронт | 32-я армия | -      | -       | -          |
| 01.10.1942 года | Карельский фронт | 32-я армия | -      | -       | -          |
| 01.11.1942 года | Карельский фронт | 32-я армия | -      | -       | -          |
| 01.12.1942 года | Карельский фронт | 32-я армия | -      | -       | -          |
| 01.01.1943 года | Карельский фронт | 32-я армия | -      | -       | -          |
| 01.02.1943 года | Карельский фронт | 32-я армия | -      | -       | -          |
| 01.03.1943 года | Карельский фронт | 32-я армия | -      | -       | -          |
| 01.04.1943 года | Карельский фронт | 32-я армия | -      | -       | -          |
| 01.05.1943 года | Карельский фронт | 32-я армия | -      | -       | -          |
| 01.06.1943 года | Карельский фронт | 32-я армия | -      | -       | -          |
| 01.07.1943 года | Карельский фронт | 32-я армия | -      | -       | -          |
| 01.08.1943 года | Карельский фронт | 32-я армия | -      | -       | -          |
| 01.09.1943 года | Карельский фронт | 32-я армия | -      | -       | -          |
| 01.10.1943 года | Карельский фронт | 32-я армия | -      | -       | -          |
| 01.11.1943 года | Карельский фронт | 32-я армия | -      | -       | -          |
| 01.12.1943 года | Карельский фронт | 32-я армия | -      | -       | -          |
| 01.01.1944 года | Карельский фронт | 32-я армия | -      | -       | -          |
| 01.02.1944 года | Карельский фронт | 32-я армия | -      | -       | -          |
| 01.03.1944 года | Карельский фронт | 32-я армия | -      | -       | -          |
| 01.04.1944 года | Карельский фронт | 14-я армия | -      | -       | -          |
| 01.05.1944 года | Карельский фронт | 14-я армия | -      | -       | -          |
| 01.06.1944 года | Карельский фронт | 7-я армия  | -      | -       | -          |
| 01.07.1944 года | Карельский фронт | 7-я армия  | -      | -       | -          |
| 01.08.1944 года | Карельский фронт | 32-я армия | -      | -       | -          |
| 01.09.1944 года | Карельский фронт | 32-я армия | -      | -       | -          |
| 01.10.1944 года | Карельский фронт | 14-я армия | -      | -       | -          |
| 01.11.1944 года | Карельский фронт | 14-я армия | -      | -       | -          |

## Командиры
?

## Награды и наименования
| Награда (наименование)           | Дата       | За что получена |
| -------------------------------- | ---------- | --- |
| Почётное наименование «Свирский» | 2.7.1944   | За успешные действия в ходе Свирско-Петрозаводской операции |
| Орден Суворова III степени       | 31.10.1944 | за образцовое выполнение заданий командования в боях с немецкими захватчиками, за овладение городом Петсамо (Печенга) и проявленные при этом доблесть и мужество |